# Johann Thurnher
Johann Thurnher, též Johannes Thurnher (10. prosince 1838 Haselstauden – 22. září 1909 Dornbirn), byl rakouský podnikatel a politik německé národnosti z Vorarlberska, v 2. polovině 19. století poslanec Říšské rady.

## Biografie
Pocházel z rolnické rodiny. Působil jako kupec a obchodník s vínem. Byl dvakrát ženatý. Měl deset dětí. Vychodil národní školu v Haselstauden, dvoutřídní nižší reálnou školu v Dornbirnu a obchodní školu v Lindau. Nastoupil do obchodu s vínem svého strýce jako účetní. Později podnik rozšířil na obchod se sklem a porcelánem.
Byl aktivní i veřejně a politicky. Vedl noviny Die Vereinsblüthen (později Landbote). V roce 1888 inicioval vznik učitelského ústavu. Byl členem zemské školní rady a roku 1870 spoluzakladatelem katolického tiskového spolku.
Byl také poslancem Říšské rady (celostátního parlamentu Předlitavska), kam nastoupil v prvních přímých volbách roku 1873 za kurii venkovských obcí ve Vorarlbersku, obvod Feldkirch, Bludenz, Montafon. Slib složil 10. prosince 1873. Mandát zde obhájil ve volbách roku 1879 a volbách roku 1885. V roce 1873 se uvádí jako Johann Thurnher, obchodník, bytem Dornbirn.
V roce 1873 zastupoval v parlamentu opoziční blok. Byl členem poslaneckého Hohenwartova klubu (tzv. Strana práva, která byla konzervativně a federalisticky orientována). Po volbách do Říšské rady roku 1885 se uvádí jako člen Liechtensteinova klubu, který byl katolicky orientován. V roce 1890 se ovšem již uvádí jako poslanec bez klubové příslušnosti.
Od roku 1870 zasedal jako poslanec Vorarlberského zemského sněmu, kde zastupoval konzervativní blok. Zvolen byl za kurii venkovských obcí, obvod Feldkirch, Dornbirn. Zemským poslancem byl až do roku 1902. V letech 1871–1902 byl také členem zemského výboru.